# José María Benito Serra
José María Benito Serra y Juliá (Mataró, 11 de mayo de 1810-Benicásim, 8 de septiembre de 1886) fue monje benedictino, misionero y prelado español, obispo coadjutor de Perth (Australia) con título de obispo de Daulia. Renunció a su diócesis, nunca obtuvo una diócesis en España, aunque llevó una vida intensa de apostolado en Madrid, hasta su muerte.
Fundó en 1864, junto a Antonia María de Oviedo, pedagoga y escritora de origen suizo recién llegada a España, el Asilo de Nuestra Señora del Consuelo en Ciempozuelos, y fue cofundador, en 1870, junto a Antonia María, de la Congregación de Hermanas Oblatas del Santísimo Redentor.

## Biografía

### Infancia
José María Serra Juliá, nace el 11 de mayo de 1810 en Mataró (Barcelona), ciudad a la que sus padres se habían trasladado. Buscaban distanciarse del clima inseguro que se vivía en Barcelona, en poder de los franceses, en el contexto de la guerra de la independencia.
Es bautizado en la Iglesia de Sta. María, con los nombres José Eudaldo Antonio. El padrino, Francisco de Asís Carreras, es un primo del padre que más adelante será su tutor y quien cuide de José, manteniendo entre ambos, estrecha relación y especial cariño.

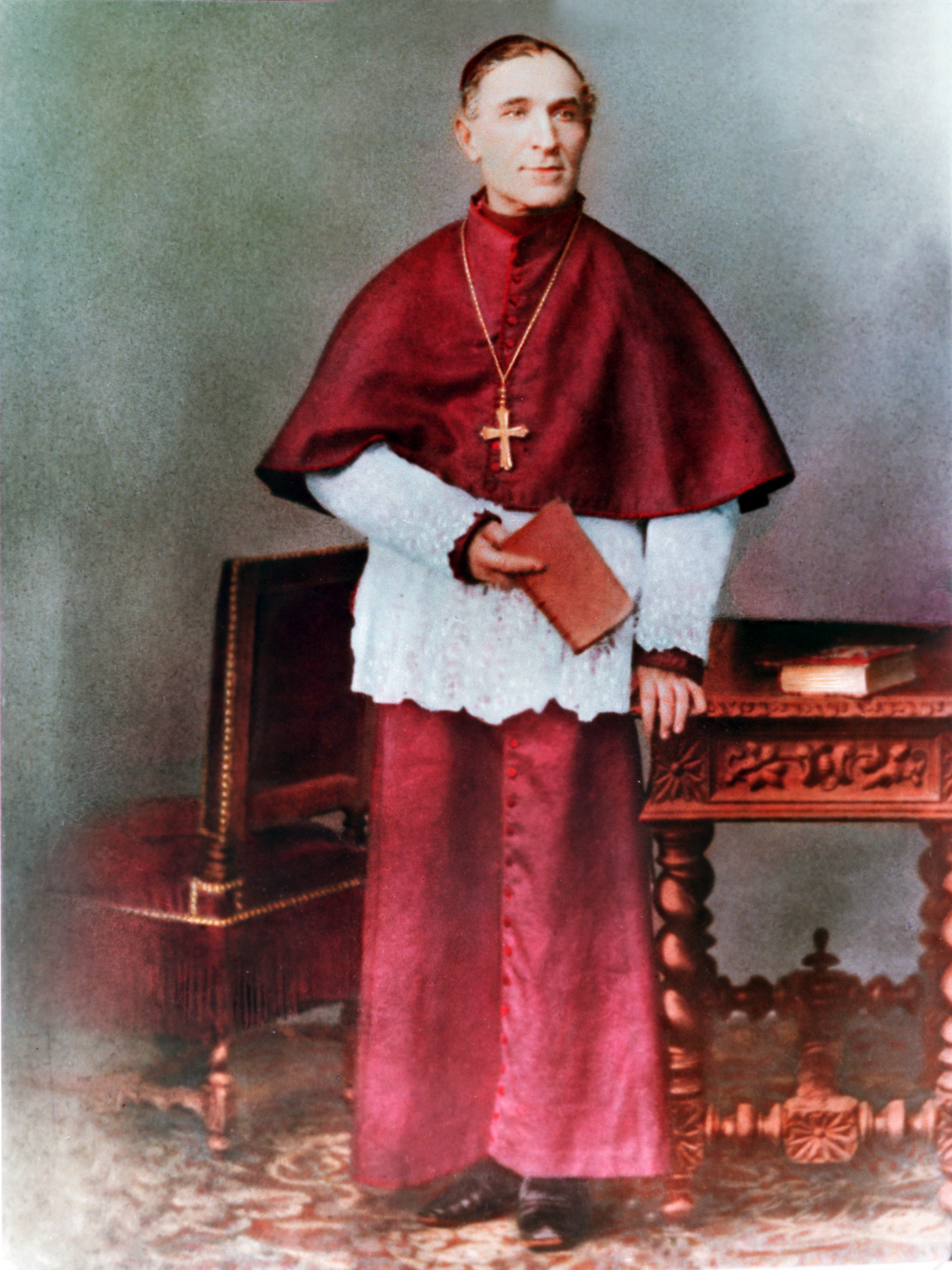

La infancia del pequeño José pronto se siente afectada por la muerte de los padres, por lo que ya en su niñez se va forjando su capacidad de trabajar, sufrir, emprender y arriesgar que caracterizará toda su vida. Estudia en el Colegio de las Escuelas Pías, en Barcelona, cuya educación era gratuita y, años más tarde, expresará el profundo agradecimiento a sus padres por haberle proporcionado la educación religiosa impartida por los Padres de San José de Calasanz.
Concluida su estancia en el colegio, trabaja en un comercio en la C/ de Sombrerers (junto a la Iglesia de Santa María del Mar), donde era muy querido por su laboriosidad, amabilidad y sus actitudes cristianas.

### Monje benedictino
Siente la llamada de Dios, la acoge y a los 17 años ingresa en el Monasterio Benedictino de San Martín, en Santiago de Compostela, Galicia, donde se inicia en la formación monástica y hace la primera profesión religiosa el 21 de diciembre de 1828, tomando el nombre de José María Benito Serra. 

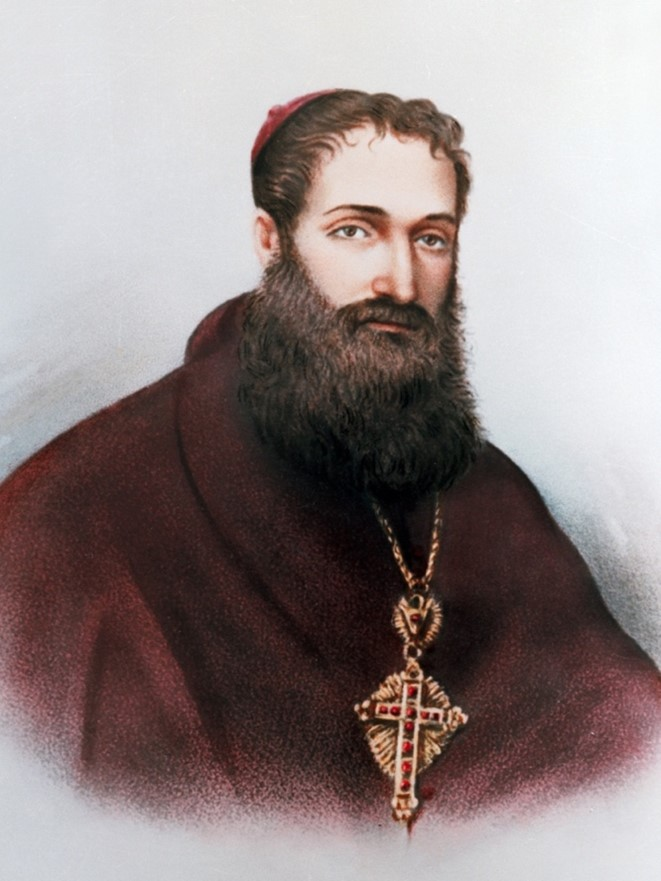

De allí y terminado su noviciado, pasó a estudiar Filosofía al monasterio de Irache (Navarra) y después Teología en el de San Vicente de Oviedo. En estos años de intensa formación y estudio se especializa en humanidades, ciencias, hebreo, griego y teología. Es siendo ordenado sacerdote en Santiago, adonde regresó una vez concluidos sus estudios el 19 de marzo de 1835y al día siguiente celebra su primera Eucaristía en la capilla de la Virgen del Perpetuo Socorro del Monasterio de san Martín.
Como consecuencia de la exclaustración y la desamortización que fueron objeto las órdenes monásticas aquel año, el padre Serra con 25 años, pasó con el padre Salvado, monje de la misma orden, a Nápoles, al monasterio benedictino de la Santísima Trinidad de Cava donde permaneció 10 años. Desempeñó una gran actividad como profesor de teología, hebreo, griego, cánones hasta ser nombrado rector del seminario. En 1845 solicitó y obtuvo ser enviado a las misiones de Australia.

### Misionero en Australia
Junto con el padre Salvado y conducido por monseñor Brady, se ofrecen para ser misioneros. En 1845 Serra partió hacia la parte occidental de Australia con el fin de dedicarse a la evangelización de los nativos. Después de largos meses de travesía llegan a Australia en enero de 1846.
Nombrado superior de un grupo de misioneros, fundó la misión y monasterio de Nueva Nursia, al norte de Perth, la cual se convertiría en una de las abadías más célebres y prósperas de la orden benedictina. En 1848, fue nombrado obispo de Puerto-Victoria, y más tarde, auxiliar y administrador apostólico del de Perth con el título de obispo de Daulia.
Regresó a España, y a su vuelta a Australia llevó consigo a cuarenta misioneros españoles que le ayudaron en sus labores apostólicas. Deteriorada su salud, en 1859 presentó al papa Pío IX su renuncia de la administración apostólica de la diócesis de Perth. Tras serle admitida dos años después, se retiró a Madrid y se instaló en la Capital en agosto de 1862.
Obispo de Daulia, es una personalidad conocida en la Corte, pues la Reina Isabel II le había premiado con la gran cruz de Isabel la Católica por su actividad misionera. Al regreso reanudó sus relaciones y actividad pastoral, intentó restaurar la Orden Benedictina, frecuentóla amistad y obra de la Vizcondesa de Jorbalán, Conferencias de San Vicente de Paúl y entre otros el Hospital de San Juan de Dios donde se produjo un punto de inflexión en su vida.

### Fundador

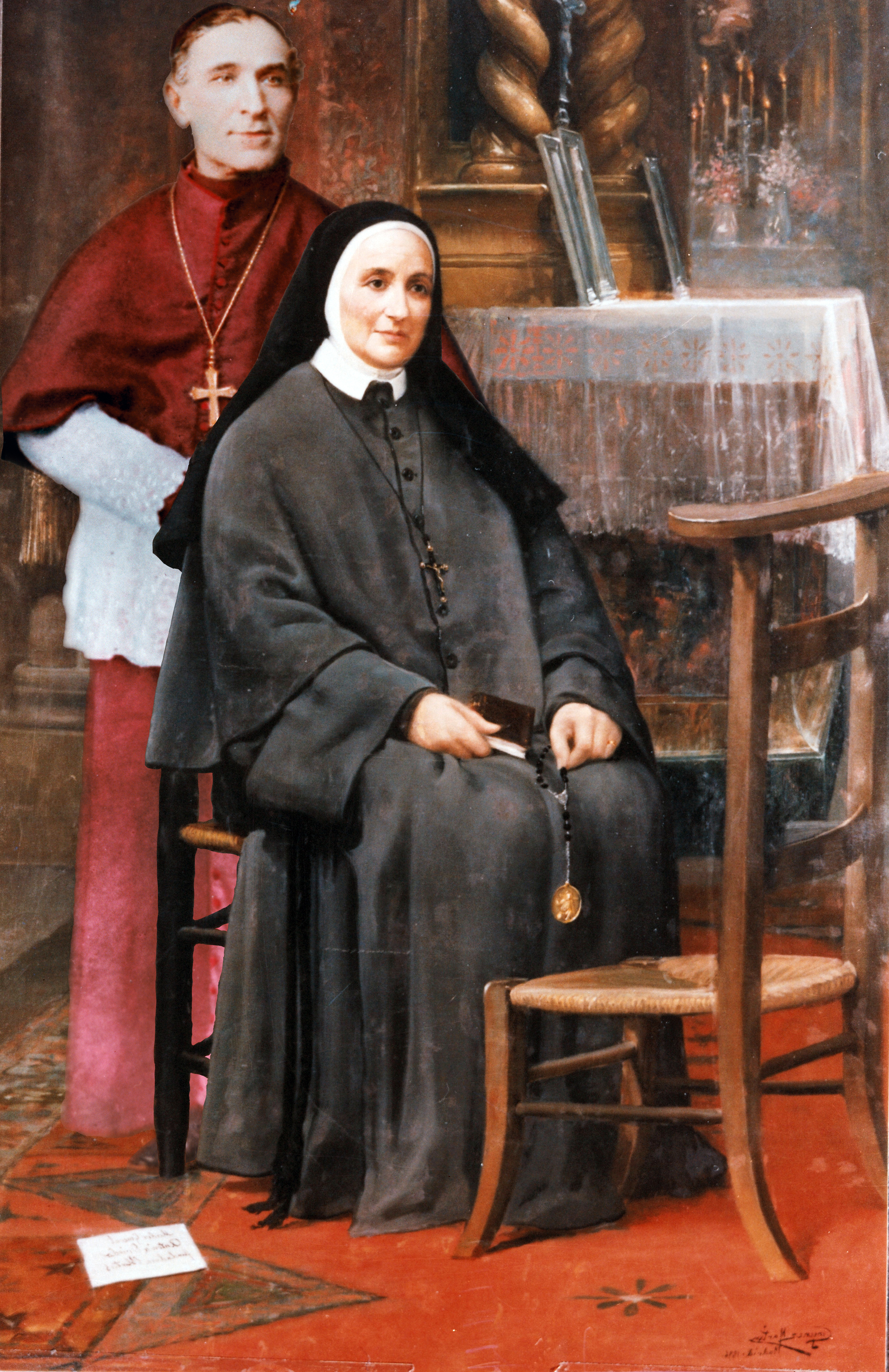

En España, fue confesor en el Hospital de San Juan de Dios donde, en su acción pastoral, se sensibilizó ante la realidad de dolor y opresión de las mujeres excluidas por  el fenómeno de la prostitución. En 1864 junto con Antonia María de Oviedo y Schönthal, fundaron para este fin un asilo en Ciempozuelos, bajo el título de Nuestra Señora del Consuelo, donde las mujeres pudieran encontrar un refugio seguro y una nueva oportunidad para sus vidas. Juntos superaron diversas pruebas y dificultades, el proyecto fue creciendo progresivamente y el 2 de febrero de 1870 nació la Congregación de Oblatas del Santísimo Redentor, bajo la protección de la Inmaculada y de san Alfonso de Ligorio. Aprobado dicho Instituto por el cardenal Alameda de Brea,  en 1880 contaría ya con más de sesenta hermanas y doscientas acogidas, distribuidas en ocho casas.
A partir de este momento, su principal actividad pastoral consistió en acompañar a la naciente familia religiosa. Participó en el Concilio Vaticano I (1869-1870) y mantuvo una estrecha relación con Pio IX. Vinculado a los grupos ultramontanos europeos, colaboró con políticos, intelectuales, obispos, sacerdotes y religiosos españoles que se significaron por su intransigencia, preferentemente con carlistas y neocatólicos. 
Se distinguió como teólogo, filósofo y apologista, publicando varias obras que fueron editadas repetidas veces. Falleció en 1888 en el Desierto de las Palmas, cerca de Benicásim, a los 75 años de edad. En 1894 sus restos fueron trasladados a Ciempozuelos, a la casa madre de su congregación. 
Algunos años después de su muerte, el Instituto de las Oblatas del Santísimo Redentor recibiría la aprobación oficial de la Santa Sede. Por la fundación de este Instituto de religiosas, la Enciclopedia Espasa colocó a Serra «entre los varones más beneméritos de la Iglesia española». En La Regenta de Clarín aparece un personaje llamado «obispo de Nauplia», inspirado en Serra.

### Compromiso político religioso
Desde la desamortización y la exclaustración de 1836 militó en el antiliberalismo más comprometido. Después de la primera guerra carlista (1833-1839) mantuvo una relación cordial con la Corte de Isabel II, sin ocultar sus simpatías por el carlismo. Se mantuvo fiel al magisterio eclesial y sostuvo de forma radical la doctrina del Syllabus (1864), de Pio IX que condenaba los errores modernos. Para el obispo de Daulía, liberalismo y cristianismo eran totalmente incompatibles, como manifestaron Gregorio XVI y Pio IX.
Tras la revolución de septiembre de 1868 y durante el posterior Sexenio Democrático, apoyó firmemente el carlismoy en 1870 bautizó en Vevey (Suiza) al príncipe Jaime de Borbón y Borbón-Parma, hijo del pretendiente Carlos VII.Mantuvo una relación directa con el entorno del pretendiente carlista y propuso un pacto entre Isabel de Borbon (exiliada en París) y Carlos VII (exiliado en Vevey, Suiza). Trabajó por diversos medios diplomáticos para forzar este acuerdo, con el objetivo general de acabar con la división en el sector monárquico y con el específico de restaurar la monarquía tradicional, sin concesiones al sistema liberal. El plan fracasó y el Obispo de Daulia continuó apoyando la causa carlista. Participó en la organización de la Peregrinación Española a Roma de 1876, hasta que el obispado consideró que dicha peregrinación no tenía que ser protagonizada por el carlismo.
En 1880 Alejandro Pidal quiso integrar a los carlistas en el régimen alfonsino mediante su proyecto político de Unión Católica, al que se oponía ferozmente el diario El Siglo Futuro. El obispo de Daulia se pronunció a favor de las tesis siglofuturistas en una carta al conde de Orgaz el 29 de enero de 1881, mientras buena parte del episcopado español se mostraban partidarios del proyecto pidalino. El apoyo que prestaron el obispo de Daulia y Mateos Gago a Nocedal sería determinante para que éste continuase editando su periódico, que se había propuesto cerrar. Entre 1881 y 1886 se radicalizó en su posición claramente antiliberal y sostuvo polémicas con los católicos que apoyaban parcialmente el constitucionalismo liberal español.